# Гендерна лінгвістика
Гендерна лінгвістика, лінгвістична гендерологія (англ. gender linguistics) — науковий напрям у складі міждисциплінарних гендерних досліджень, що за допомогою лінгвістичного понятійного апарату вивчає гендер (соціокультурний конструкт, відносно автономний від біологічної статі) у його лінгвістичному прояві.
Наприкінці 1960-х років американським психоаналітиком Робертом Столлером (Robert Stoller) у науковий обіг був уведений термін «гендер», який позначає соціальний та культурний аспект статі.
Систематичний аналіз гендерних аспектів мови розпочався лише в середині 1970-х років, проте окремі дослідження мовного зображення статей здійснювалися і раніше. Становлення та інтенсивний розвиток гендерної лінгвістики припали на останні десятиліття XX ст., будучи пов'язаними з розвитком постмодерністської філософії та зміною наукової парадигми в гуманітарних науках.
У найзагальнішому вигляді гендерна лінгвістика вивчає дві групи питань:
- Відображення гендеру в мові (як чоловік та жінка зображені в мові як системі): номінативну систему, лексикон, синтаксис, категорію граматичного роду і ряд подібних об'єктів. Ціль такого підходу полягає в описі та поясненні того, як маніфестується у мові наявність людей різної статі, які оцінки приписуються чоловікам та жінкам і в яких семантичних областях вони найбільш поширені, які лінгвістичні механізми стоять в основі цих процесів;
- Мовленнєва та в цілому комунікативна поведінка жінок і чоловіків (чи є відмінності у мовленні чоловіків та жінок): досліджується, з допомогою яких засобів і в яких контекстах конструюється гендер, як впливають на цей процес соціальні фактори та комунікативне середовище (наприклад, Інтернет). В цій області досі конкурують теорія соціокультурного детермінізму та теорія біодетермінізму.

Особливості самого концепту гендеру в різних мовах і культурах, їх неспівпадіння, а також наслідки цих неспівпадінь у міжкультурній комунікації також складають поле досліджень. Отримані в ряді досліджень дані дозволяють зробити висновок про нерівні ступені андроцентричності різних мов та культур і різні ступені експліцитності вираженості гендеру.
З вітчизняних вчених питаннями гендерної лінгвістики займались: Розанова Н. Н., Горошко Е. І., Земська Є. А., Китайгородська М. А., Кирилина А. В. Зарубіжні: Lakoff Robin, Pusch Luise, Trömel-Pölz Senta, Jespersen O. та ряд інших.

### Термін «гендер»
На сьогодні у лінгвістичній літературі відсутнє послідовне вживання терміна «гендер». Поняття гендеру було вилучено з лінгвістичного контексту і перенесено у дослідницьке поле інших наук ― соціальної філософії, соціології, історії, а також у політичний дискурс. Коли гендерні дослідження одержали статус міждисциплінарного напряму, це поняття почало позначати соціостатеві характеристики статі, на відміну від власне біологічних (генетико-морфологічних, анатомічних, фізіологічних), — із властивими їй характеристиками способу життя, поведінки, намірів, прагнень тощо. Гендер стосується не тільки жінок або чоловіків як окремих індивідів, а й характеризує відносини між ними як соціально-демографічними групами та гендерні відносини у цілому — те, як реалізуються соціальні ролі жінок і чоловіків, дівчат та хлопців, як вони соціально вибудовуються.
Хоча термін «гендер» визнається більшістю дослідників, існує ряд труднощів, які виникають при читанні спеціальної літератури, що пов'язана з деякими розбіжностями в розумінні гендеру і відносною новизною цього поняття. У вітчизняному мовознавстві використовуються терміни: «гендер», «стать», «соціальна стать», «соціокультурна стать», «статевий диморфізм», «статево-рольова диференціація», «біосоціальні характеристики людини», «біокультурні характеристики людини».
Функціонування термінологічних одиниць у лінгвістиці виявляє такі особливості:
- значна частина праць, присвячених статево-рольовій диференціації суспільства і пов'язаним із нею процесам, написана до виникнення терміна «гендер» і оперує поняттями sex, sexus (на позначення статі людини) навіть у тих випадках, коли мова йде про соціальні аспекти взаємодії статей;

- термін «гендер» виник в англомовному просторі і є англійським омонімом граматичної категорії роду, що в ряді випадків призводить до неясностей саме в лінгвістичному описі англійською мовою;

- ряд вчених дотримується старих понять, користуючись термінами sex bias, sex role (гендерна роль), sex difference (статеві відмінності) та іншими, включаючи, однак, у свої міркування положення про соціальну й культурну значимість статі. У багатьох англомовних працях обидва поняття використовуються паралельно. Помітна і протилежна тенденція: прагнення замінити слово стать (sexus) новим терміном. Особливо це стосується праць, час створення яких збігається з виникненням поняття «гендер»;

- неясності виникають у залежності від мови, якою написане дослідження, а також при перекладі іншомовних робіт українською. Так, у німецькій мові поряд з поняттям Gender використовуються німецькі номінації Geschlecht (стать), das soziale Geschlecht (соціальна стать). Більшому розкриттю питання не сприяє зростаючий потік перекладів з англійської на українську, де англійське співвідношення sex ― gender виявляється не цілком відповідним українському розумінню аналогічних понять: в українській мові пара «секс ― стать» виявляється не адекватною англійському sex ― sex, що звільняє слово «стать» від натуралістичних змістів, і саме цей факт в англомовному науковому дискурсі став однією з причин введення до обігу терміна gender. З іншого боку, в західних країнах протягом останніх років намітилася виразна тенденція, навіть поза науковим дискурсом, до витиснення номінації sex у значенні «стать» і заміни її словом gender з метою політичної коректності;

- при виборі термінології має значення також концептуальна позиція автора чи авторки. Так, вчені біодетерміністського напрямку, що наполягають на існуванні фізіологічно і психічно зумовлених розбіжностей у мовній здатності чоловіків і жінок, застосовують традиційне позначення статі, хоча й у їхніх роботах зустрічається поняття гендеру;

## Мовленнєві практики, асоційовані з гендером
Дослідження практик мовлення виявили між жінками та чоловіками значущі відмінності в таких областях:
- Мінімальні відповіді
- Запитання
- Зміна ролей у розмові
- Зміна теми розмови
- Розкриття інформації про себе
- Вербальна агресія
- Слухання та уважність
- Мовлення у шлюбі
- Домінування та підкорення
- Ввічливість